# A2-es autópálya (Litvánia)
Az A2-es autópálya (litvánul: Lietuvos A2 Autostrada) – Litvániában – Vilniuszt köti össze Panevėžys-szel, mintegy összekötve az országot dél–észak irányban, valamint az ország belső részeit, a lett határral. Hossza 135,92 km és része a E272-es európai útnak. Litvánia autópályáin a megengedett legnagyobb sebesség az autópályákon 110 km/h.

## Külső hivatkozások
- Litvánia autópályái